# (13293) Malines
(13293) Malines, désignation internationale (13293) Mechelen, est un astéroïde de la ceinture principale.

## Description
(13293) Malines est un astéroïde de la ceinture principale. Il fut découvert le 26 août 1998 à La Silla par Eric Walter Elst. Il présente une orbite caractérisée par un demi-grand axe de 2,46 UA, une excentricité de 0,03 et une inclinaison de 5,8° par rapport à l'écliptique.

## Compléments